# إريك هاغ
إريك هاغ (بالسويدية: Erik Haag)‏ هو مقدم تلفزيوني وكاتب سيناريو ومخرج سويدي، ولد في 28 أغسطس 1967 في ستوكهولم في السويد.

## وصلات خارجية
- إريك هاغ على موقع IMDb (الإنجليزية)
- إريك هاغ على موقع ميوزك برينز (الإنجليزية)
- إريك هاغ على موقع قاعدة بيانات الفيلم (الإنجليزية)